# Anna Auvinen
Anna Emilia Auvinen (* 2. März 1987 in Pieksämäki) ist eine finnische Fußballspielerin. Die Abwehrspielerin steht aktuell bei Sampdoria Genua unter Vertrag und spielt seit 2017 für die finnische Nationalmannschaft. Sie ist die Spielerin mit den meisten Spielen in der finnischen Liga der Frauen.

## Karriere

### Vereine
Auvinen begann als Kind bei SaPa als Stürmerin, wo sie bis 2002 blieb. Von 2003 bis 2006 spielte sie bei Kuopio MimmiFutis (KMF) und anschließend bei NiceFutis, wo sie 2010 Torschützenkönigin der Kansallinen Liiga wurde. 2011 kehrte sie zu KMF zurück und wurde noch einmal zweitbeste Torschützin der Liga wurde. Nachdem der Verein zur Saison 2012 nicht mehr an der Liga teilgenommen hatte, wechselte sie erneut. Es folgten sieben Jahre beim FC Honka Espoo, mit dem sie zweimal den Pokal und 2017 die finnische Meisterschaft errang, nun aber in der Abwehr spielte. Mit Honka konnte sie sich als bester Gruppenzweiter in der Qualifikation für die UEFA Women’s Champions League 2018/19 durchsetzen. Sie schieden dann aber im Sechzehntelfinale nach einer 0:1-Heimniederlage und einer 1:5-Auswärtsniederlage gegen die FC Zürich Frauen aus. 2019 ging es zu HJK Helsinki, allerdings verließ sie den Verein schon vor den letzten drei Saisonspielen im August in Richtung Italien und konnte so den Meistertitel nicht mitfeiern. Seitdem spielte sie für Inter Mailand in der Serie A, wo sie sofort Stammspielerin wurde und in der Saison 2019/20 als einzige Spielerin keine Minute verpasste. In der Saison 2020/21 wurde sie wieder in allen Saisonspielen eingesetzt, aber je zweimal ein- und ausgewechselt. Zur Saison 2021/22 wechselte sie zu Sampdoria Genua. Nach einer Saison bei Genua verließ sie den Verein.

### Nationalmannschaft
2004 debütierte Auvinen in der finnischen U19-Nationalmannschaft.
Sie spielte aber erstmals mit 30 Jahren für die finnische Fußballnationalmannschaft der Frauen. Ihr Debüt in der A-Nationalmannschaft gab sie am 7. April 2017 bei einem Freundschaftsspiel gegen Polen. Sie wurde danach aber nur sporadisch eingesetzt. Vier Einsätze hatte sie in der Qualifikation für die WM 2019, die auf dem dritten Platz endete – hinter Spanien und Österreich.
In der Qualifikation für die EM 2022 saß sie achtmal nur auf der Bank. Auch in den ersten vier Spielen der Qualifikation für die WM 2023 saß sie nur auf der Bank. Ihren bisher letzten Einsatz hatte sie am 12. April 2022 in der WM-Qualifikation. Am 9. Juni 2022 wurde sie für die EM-Endrunde nominiert. Bei der Endrunde wurde sie bei der 0:3-Niederlage zur zweiten Halbzeit eingewechselt. Danach wurde sie nicht wieder eingesetzt.

## Erfolge
- 2017: Finnische Meisterschaft (mit Honka)
- 2014, 2015, 2018/2019: Finnische Pokalsiegerin